# Lista över fornlämningar i Borgholms kommun
Lista över fornlämningar i Borgholms kommun är en förteckning av ett urval av de fornlämningar som finns i Borgholms kommun.

## Alböke
Se Lista över fornlämningar i Borgholms kommun (Alböke)

## Borgholm
Se Lista över fornlämningar i Borgholms kommun (Borgholm)

## Bredsätra
Se Lista över fornlämningar i Borgholms kommun (Bredsätra)

## Böda
Se Lista över fornlämningar i Borgholms kommun (Böda)

## Egby
Se Lista över fornlämningar i Borgholms kommun (Egby)

## Föra
Se Lista över fornlämningar i Borgholms kommun (Föra)

## Glömminge
| Namn           | Lämningstyp                      | Tillkomsttid | Historisk indelning | Plats | Läge                 | ID-nr          | Bild                                 |
| -------------- | -------------------------------- | ------------ | ------------------- | ----- | -------------------- | -------------- | ------------------------------------ |
| Glömminge 66:1 | Husgrund, förhistorisk/medeltida |              | Glömminge, Öland    |       | 56.744450, 16.601628 | 10080800660001 | Ladda upp en bild av detta fornminne |
| Glömminge 67:1 | Stensättning                     |              | Glömminge, Öland    |       | 56.744973, 16.597668 | 10080800670001 | Ladda upp en bild av detta fornminne |

## Gärdslösa
Se Lista över fornlämningar i Borgholms kommun (Gärdslösa)

## Högby
Se Lista över fornlämningar i Borgholms kommun (Högby)

## Högsrum
Se Lista över fornlämningar i Borgholms kommun (Högsrum)

## Källa
Se Lista över fornlämningar i Borgholms kommun (Källa)

## Köping
Se Lista över fornlämningar i Borgholms kommun (Köping)

## Långlöt
Se Lista över fornlämningar i Borgholms kommun (Långlöt)

## Löt
Se Lista över fornlämningar i Borgholms kommun (Löt)

## Persnäs
Se Lista över fornlämningar i Borgholms kommun (Persnäs)

## Runsten
Se Lista över fornlämningar i Borgholms kommun (Runsten)

## Räpplinge
Se Lista över fornlämningar i Borgholms kommun (Räpplinge)